# Caesar Rudolf Boettger
Caesar Rudolf Boettger (20 de maig de 1888 – 8 de setembre de 1976) va ser un zoòleg alemany especialitzat en la malacologia, particularment va estudiar els cargols terrestres i els llimacs. Era nebot d'Oskar Boettger. Boettger té unes dotze espècies que reben el seu nom i també el gènere de gastròpodes Boettgerilla Simroth, 1910
l'any 1912 es doctorà a la Universitat de Bonn, l'any 1914 va fer una expedició a Àfrica i l'Orient. A partir de 1938 va ser professor de zoologia a la Universitat de Berlín i el 1947 a la Universitat de Tecnologia de Braunschweig, on va fundar el museu d'història natural.